# Mellisuga
Mellisuga és un gènere d'ocells de la subfamília dels troquilins (Trochilinae) dins la família dels troquílids (Trochilidae). Aquests colibrís viuen en zones de bosc obert i matoll a les Grans Antilles (Cuba, Jamaica i La Hispaniola).

## Llistat d'espècies
Se n'han descrit dues espècies dins aquest gènere:
- colibrí nan abella (Mellisuga helenae).
- colibrí nan verdós (Mellisuga minima).